# Urugwaj na Mistrzostwach Świata w Lekkoatletyce 2015
Urugwaj na Mistrzostwach Świata w Lekkoatletyce 2015 – reprezentacja Urugwaju podczas mistrzostw świata w Pekinie liczyła 3 zawodników, którzy nie zdobyli medalu.

## Występy reprezentantów Urugwaju

### Mężczyźni

#### Konkurencje biegowe
| Konkurencja                | Zawodnik     | Eliminacje | Eliminacje | Półfinał | Półfinał | Finał    | Finał   |
| Konkurencja                | Zawodnik     | Rezultat   | Pozycja    | Rezultat | Pozycja  | Rezultat | Pozycja |
| -------------------------- | ------------ | ---------- | ---------- | -------- | -------- | -------- | ------- |
| Bieg na 400 m przez płotki | Andrés Silva | DNS        | DNS        | NQ       | NQ       | NQ       | NQ      |

#### Konkurencje techniczne
| Konkurencja | Zawodnik      | Eliminacje | Eliminacje | Finał    | Finał   |
| Konkurencja | Zawodnik      | Rezultat   | Pozycja    | Rezultat | Pozycja |
| ----------- | ------------- | ---------- | ---------- | -------- | ------- |
| Skok w dal  | Emiliano Lasa | 7,95 m     | 15.        | NQ       | NQ      |

### Kobiety
| Konkurencja                | Zawodnik          | Eliminacje | Eliminacje | Półfinał | Półfinał | Finał    | Finał   |
| Konkurencja                | Zawodnik          | Rezultat   | Pozycja    | Rezultat | Pozycja  | Rezultat | Pozycja |
| -------------------------- | ----------------- | ---------- | ---------- | -------- | -------- | -------- | ------- |
| Bieg na 800 m              | Déborah Rodríguez | 56,30 s NR | 22. q      | 56,47 s  | 21.      | NQ       | NQ      |
| Bieg na 400 m przez płotki | Déborah Rodríguez | DNS        | DNS        | NQ       | NQ       | NQ       | NQ      |